# Congonella
Congonella is een geslacht van hooiwagens uit de familie Assamiidae.
De wetenschappelijke naam Congonella is voor het eerst geldig gepubliceerd door Roewer in 1935. 

## Soorten
Congonella is monotypisch en omvat slechts de volgende soort:
- Congonella frontalis